# Doba (okręg Satu Mare)
Doba (węg. Szamosdob) – wieś w Rumunii, w okręgu Satu Mare, w gminie Doba. W 2011 roku liczyła 1212 mieszkańców. 